# احمق برای عشق (فیلم)
احمق برای عشق (به انگلیسی: Fool for Love) فیلمی است محصول سال ۱۹۸۵ و به کارگردانی رابرت آلتمن است. در این فیلم بازیگرانی همچون سام شپارد، کیم بسینگر، رندی کواید و هری دین استنتون ایفای نقش کرده‌اند.